# 新切尔卡斯克屠杀

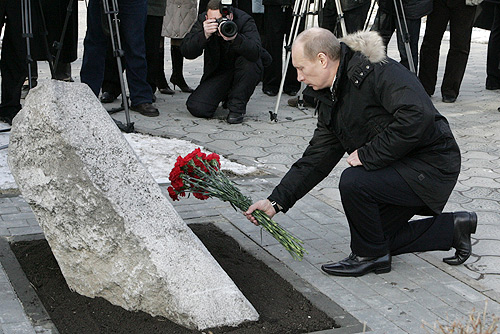
2008年2月1日，俄罗斯总统普京向纪念碑献花

新切尔卡斯克惨案 （ 俄语：Новочеркасский Расстрел），或称新切尔卡斯克事件，是苏联军队和克格勃官员于1962年6月2日在新切尔卡斯克对手无寸铁的示威者的屠杀。
几周前，由于标准生产定额、奶制品和肉类价格的全国范围的上升，新切尔卡斯克电力机车厂工人罢工。 这些事件引发了对市中心行政大楼的大规模抗议，武装部队通过枪击驱散抗议者。根据官方调查，26人被杀害，87人受伤。 随后发生逮捕、审判和掩盖事件，200多人被捕，7人因“大规模混乱”等罪行被定罪并被判处死刑，其他约数百人被监禁长达15年（其中一些人后来被减刑）。事件直到1992年才被解密。 这26名死者被克格勃特工偷偷埋葬在假坟墓里，位置从未向亲属透露过，直到1994年6月2日所有尸体在官方纪念馆被发现并重新安葬。 
每年都会举行该事件的纪念活动。
2020年安德烈·康察洛夫斯基执导的影片《亲爱的同志》（ 俄语：Дорогие товарищи!）描述了这一事件。